# UFC 125
UFC 125: Resolution는 2011년 1월 1일에 미국 네바다주 라스베이거스의 MGM 그랜드 가든 아레나에서 개최된 종합격투기인 UFC 경기이다.

## 경기 결과

### 예선 카드
- 제 1 경기 라이트급 5분 3R

 제이콥 볼크만 vs.  안토니오 맥키
제이콥 볼크만 판정승 (29-28, 29-28, 28-29).
- 제 2 경기 웰터급 5분 3R

 대니엘 로버츠 vs.  그렉 소토
대니엘 로버츠 1R 3:45 서브미션승.
- 제 3 경기 페더급 5분 3R

 마이크 브라운 vs.  디에고 눈스
디에고 눈스 판정승. (29-28, 29-28, 28-29).
- 제 4 경기 미들급 5분 3R

 필 바로니 vs.  브래드 타바레스
브래드 타바레스 1R 4:20 TKO승.
- 제 5 경기 페더급 5분 3R

 죠쉬 그리스피 vs.  더스틴 프와리
더스틴 프와리 판정승. (30-27, 30-27, 30-27).
- 제 6 경기 라이트급 5분 3R

 마커스 데이비스 vs.  제레미 스티븐스
제레미 스티븐스 3R 2:33 KO승.

### 메인 카드
- 제 7 경기 라이트급 5분 3R

 클레이 구이다 vs.  고미 타카노리
클레이 구이다 2R 4:47 서브미션승.
- 제 8 경기 웰터급 5분 3R

 네이트 디아즈 vs.  김동현
김동현 판정승. (29-28, 29-28, 29-28).
- 제 9 경기 라이트 헤비급 5분 3R

 브랜든 베라 vs.  티아고 실바
티아고 실바 판정승. (30-26, 30-27, 30-27).
- 제 10 경기 미들급 5분 3R

 크리스 리벤 vs.  브라이언 스탠
브라이언 스탠 1R 3:37 TKO승
- UFC 라이트급 챔피언 타이틀전 5분 5R

 프랭키 에드가 (챔피언) vs.  그래이 메이너드
무승부. (46-48, 48-46, 47-47).

## 대전료
다음은 네바다주 체육위원회가 공개한 선수별 대전료 목록이다.
- 프랭키 에드가: $102,000 (승리 보너스 $51,000 포함) vs. 그레이 메이너드: $52,000 (승리 보너스 $26,000 포함)
- 브라이언 스탠: $42,000 (승리 보너스 $21,000 포함) def. 크리스 리벤: $46,000
- 티아고 실바: $110,000 (승리 보너스 $55,000 포함) def. 브랜든 베라: $60,000
- 김동현: $70,000 (승리 보너스 $35,000 포함) def. 네이트 디아즈: $33,000
- 클레이 구이다: $62,000 (승리 보너스 $31,000 포함) def. 고미 타카노리: $50,000
- 제레미 스티븐스: $36,000 (승리 보너스 $18,000 포함) def. 마커스 데이비스: $31,000
- 더스틴 프와리: $8,000 (승리 보너스 $4,000 포함)def. 죠쉬 그리스피: $15,000
- 브래드 타바레스: $16,000 (승리 보너스 $8,000 포함) def. 필 바로니: $25,000
- 디에고 눈스: $20,000 (승리 보너스 $10,000 포함) def. 마이크 브라운: $23,000
- 대니엘 로버츠: $24,000 (승리 보너스 $12,000 포함) def. 그렉 소토: $8,000
- 제이콥 볼크만: $24,000 (승리 보너스 $12,000 포함) def. 안토니오 맥키: $15,000

## 같이 보기
- UFC
- UFC 대회 목록